# Mistrzostwa Świata w Kajakarstwie 1997
28. Mistrzostwa świata w kajakarstwie odbyły się w dniach 20–24 sierpnia 1997 w  Dartmouth w Kanadzie.
Rozegrano 18 konkurencji męskich i 8 kobiecych. Mężczyźni startowali w kanadyjkach jedynkach (C-1), dwójkach (C-2) i czwórkach (C-4) oraz w kajakach jedynkach (K-1), dwójkach (K-2) i czwórkach (K-4), zaś kobiety w kajakach jedynkach, dwójkach i czwórkach. Po raz pierwszy kobiet rywalizowały w konkurencjach K-1 i K-2 na dystansie 1000 metrów.
Pierwsze miejsce w klasyfikacji medalowej wywalczyli reprezentanci Niemiec.

## Medaliści

### Mężczyźni

#### Kanadyjki
| Konkurencja: | Złoto:                                                                                    | Rezultat | Srebro:                                                                                | Rezultat | Brąz:                                                                                    | Rezultat |
| C-1 200 m    | Béla Belicza                                                                              | 43,097   | Martin Doktor                                                                          | 43,552   | Michał Śliwiński                                                                         | 43,665   |
| C-1 500 m    | Martin Doktor                                                                             | 2:01,569 | Béla Belicza                                                                           | 2:02,734 | Michał Śliwiński                                                                         | 2:03,016 |
| C-1 1000 m   | Andreas Dittmer                                                                           | 3:59,082 | Martin Doktor                                                                          | 3:59,127 | Béla Belicza                                                                             | 4:00,215 |
| C-2 200 m    | Niemcy · Thomas Zereske · Christian Gille                                                 | 39,153   | Rosja · Pawieł Konowałow · Władimir Ładosza                                            | 39,730   | Czechosłowacja · Petr Fuksa · Pavel Bednář                                               | 39,804   |
| C-2 500 m    | Węgry · György Kolonics · Csaba Horváth                                                   | 1:49,400 | Polska · Daniel Jędraszko · Paweł Baraszkiewicz                                        | 1:49,587 | Niemcy · Thomas Zereske · Christian Gille                                                | 1:49,989 |
| C-2 1000 m   | Niemcy · Gunar Kirchbach · Matthias Röder                                                 | 3:38,550 | Węgry · György Kolonics · Csaba Horváth                                                | 3:38,708 | Wielka Brytania · Andrew Train · Stephen Train                                           | 3:41,411 |
| C-4 200 m    | Białoruś · Aleksandr Masiejkow · Andriej Bielajew · Anatolij Reniejski · Władimir Marinow | 35,849   | Węgry · György Kolonics · Csaba Horváth · Ervin Hoffmann · Béla Belicza                | 36,429   | Czechy · Petr Procházka · Petr Fuksa · Pavel Bednář · Tomáš Křivánek                     | 36,591   |
| C-4 500 m    | Węgry · György Kolonics · Csaba Horváth · László Szuszkó · Csaba Hüttner                  | 1:38,157 | Rumunia · Marcel Glăvan · Antonel Borșan · Cosmin Pașca · Florin Popescu               | 1:38,682 | Rosja · Siergiej Cziemierow · Andriej Kabanow · Władisław Połzunow · Aleksandr Kostogłod | 1:40,276 |
| C-4 1000 m   | Rumunia · Marcel Glăvan · Antonel Borșan · Cosmin Pașca · Florin Popescu                  | 3:17,203 | Rosja · Konstantin Fomiczow · Maksim Opalew · Władisław Połzunow · Aleksandr Kostogłod | 3:17,738 | Polska · Daniel Jędraszko · Piotr Midloch · Paweł Midloch · Paweł Baraszkiewicz          | 3:18,536 |

#### Kajaki
| Konkurencja: | Złoto:                                                                           | Rezultat | Srebro:                                                                      | Rezultat | Brąz:                                                                             | Rezultat |
| K-1 200 m    | Vince Fehérvári                                                                  | 37,100   | Grzegorz Kotowicz                                                            | 37,964   | Ołeksij Śliwiński                                                                 | 38,371   |
| K-1 500 m    | Botond Storcz                                                                    | 1:45,979 | Grzegorz Kotowicz                                                            | 1:46,077 | Antonio Rossi                                                                     | 1:46,538 |
| K-1 1000 m   | Botond Storcz                                                                    | 3:31,625 | Beniamino Bonomi                                                             | 3:32,456 | Knut Holmann                                                                      | 3:33,902 |
| K-2 200 m    | Węgry · Vince Fehérvári · Róbert Hegedűs                                         | 34,152   | Włochy · Beniamino Bonomi · Paolo Tommasini                                  | 34,602   | Szwecja · Henrik Andersson · Henrik Nilsson                                       | 34,616   |
| K-2 500 m    | Australia · Andrew Trim · Daniel Collins                                         | 1:35,678 | Włochy · Beniamino Bonomi · Luca Negri                                       | 1:35,915 | Węgry · Krisztián Bártfai · Gábor Horváth                                         | 1:37,055 |
| K-2 1000 m   | Włochy · Antonio Rossi · Luca Negri                                              | 3:12,514 | Dania · Jesper Staal · Thomas Holm Jakobsen                                  | 3:14,514 | Polska · Grzegorz Kotowicz · Dariusz Białkowski                                   | 3:14,738 |
| K-4 200 m    | Rosja · Anatolij Tiszczenko · Oleg Gorobij · Siergiej Wierlin · Aleksandr Iwanik | 32,128   | Węgry · Vince Fehérvári · Krisztián Bártfai · Gábor Horváth · Róbert Hegedűs | 32,160   | Niemcy · Torsten Gutsche · Mark Zabel · Jan Günther · Björn Bach                  | 32,424   |
| K-4 500 m    | Węgry · Botond Storcz · Ákos Vereckei · Róbert Hegedűs · Zoltán Kammerer         | 1:25,689 | Niemcy · Torsten Gutsche · Mark Zabel · Jan Günther · Björn Bach             | 1:26,364 | Szwecja · Henrik Andersson · Nils-Erik Jonsson · Anders Svensson · Henrik Nilsson | 1:26,992 |
| K-4 1000 m   | Niemcy · Torsten Gutsche · Mark Zabel · Björn Bach · Stefan Ulm                  | 2:52,568 | Węgry · Botond Storcz · Zoltán Antal · Gábor Szabó · Márton Bauer            | 2:52,966 | Australia · Ross Chaffer · Brian Marton · Peter Scott · Adam Dean                 | 2:54,959 |

### Kobiety

#### Kajaki
| Konkurencja: | Złoto:                                                                   | Rezultat | Srebro:                                                                             | Rezultat | Brąz:                                                                            | Rezultat |
| K-1 200 m    | Caroline Brunet                                                          | 42,927   | Josefa Idem                                                                         | 43,068   | Jacqui Mengler                                                                   | 43,941   |
| K-1 500 m    | Caroline Brunet                                                          | 1:58,566 | Josefa Idem                                                                         | 1:58,888 | Ursula Profanter                                                                 | 2:01,989 |
| K-1 1000 m   | Caroline Brunet                                                          | 3:53,874 | Josefa Idem                                                                         | 3:54,596 | Ursula Profanter                                                                 | 3:54,752 |
| K-2 200 m    | Niemcy · Birgit Fischer · Anett Schuck                                   | 40,300   | Polska · Izabela Dylewska-Światowiak · Elżbieta Urbańczyk                           | 40,688   | Rosja · Natalja Gulij · Jelena Tissina                                           | 40,743   |
| K-2 500 m    | Niemcy · Birgit Fischer · Anett Schuck                                   | 1:47,176 | Australia · Anna Wood · Katrin Borchert                                             | 1:48,701 | Hiszpania · Beatriz Manchón · Izaskun Aramburu                                   | 1:48,871 |
| K-2 1000 m   | Niemcy · Birgit Fischer · Marcela Bednar                                 | 3:36,924 | Australia · Anna Wood · Katrin Borchert                                             | 3:39,010 | Polska · Izabela Dylewska-Światowiak · Elżbieta Urbańczyk                        | 3:39,189 |
| K-4 200 m    | Niemcy · Birgit Fischer · Anett Schuck · Manuela Mucke · Katrin Wagner   | 36,850   | Kanada · Karen Furneaux · Corrina Kennedy · Danica Rice · Marie-Josée Gibeau-Ouimet | 36,943   | Szwecja · Anna Karlsson · Maria Haglund · Susanne Rosenqvist · Ingela Ericsson   | 37,151   |
| K-4 500 m    | Niemcy · Birgit Fischer · Anett Schuck · Katrin Kieseler · Katrin Wagner | 1:37,140 | Węgry · Andrea Barócsi · Katalin Kovács · Kinga Dékány · Szilvia Szabó              | 1:37,967 | Hiszpania · Beatriz Manchón · Belén Sánchez · Ana María Penas · Izaskun Aramburu | 1:38,690 |

## Klasyfikacja medalowa
| Miejsce | Państwo         | Złoto | Srebro | Brąz | Razem |
| ------- | --------------- | ----- | ------ | ---- | ----- |
| 1       | Niemcy          | 9     | 1      | 2    | 12    |
| 2       | Węgry           | 8     | 6      | 2    | 16    |
| 3       | Kanada          | 3     | 1      | 0    | 4     |
| 4       | Włochy          | 1     | 6      | 1    | 8     |
| 5       | Australia       | 1     | 2      | 2    | 5     |
| 5       | Czechy          | 1     | 2      | 2    | 5     |
| 5       | Rosja           | 1     | 2      | 2    | 5     |
| 8       | Rumunia         | 1     | 1      | 0    | 2     |
| 9       | Białoruś        | 1     | 0      | 0    | 1     |
| 10      | Polska          | 0     | 4      | 3    | 7     |
| 11      | Dania           | 0     | 1      | 0    | 1     |
| 12      | Szwecja         | 0     | 0      | 3    | 3     |
| 12      | Ukraina         | 0     | 0      | 3    | 3     |
| 14      | Austria         | 0     | 0      | 2    | 2     |
| 14      | Hiszpania       | 0     | 0      | 2    | 2     |
| 16      | Norwegia        | 0     | 0      | 1    | 1     |
| 16      | Wielka Brytania | 0     | 0      | 1    | 1     |
|         | Razem           | 26    | 26     | 26   | 78    |